# Alla francesca

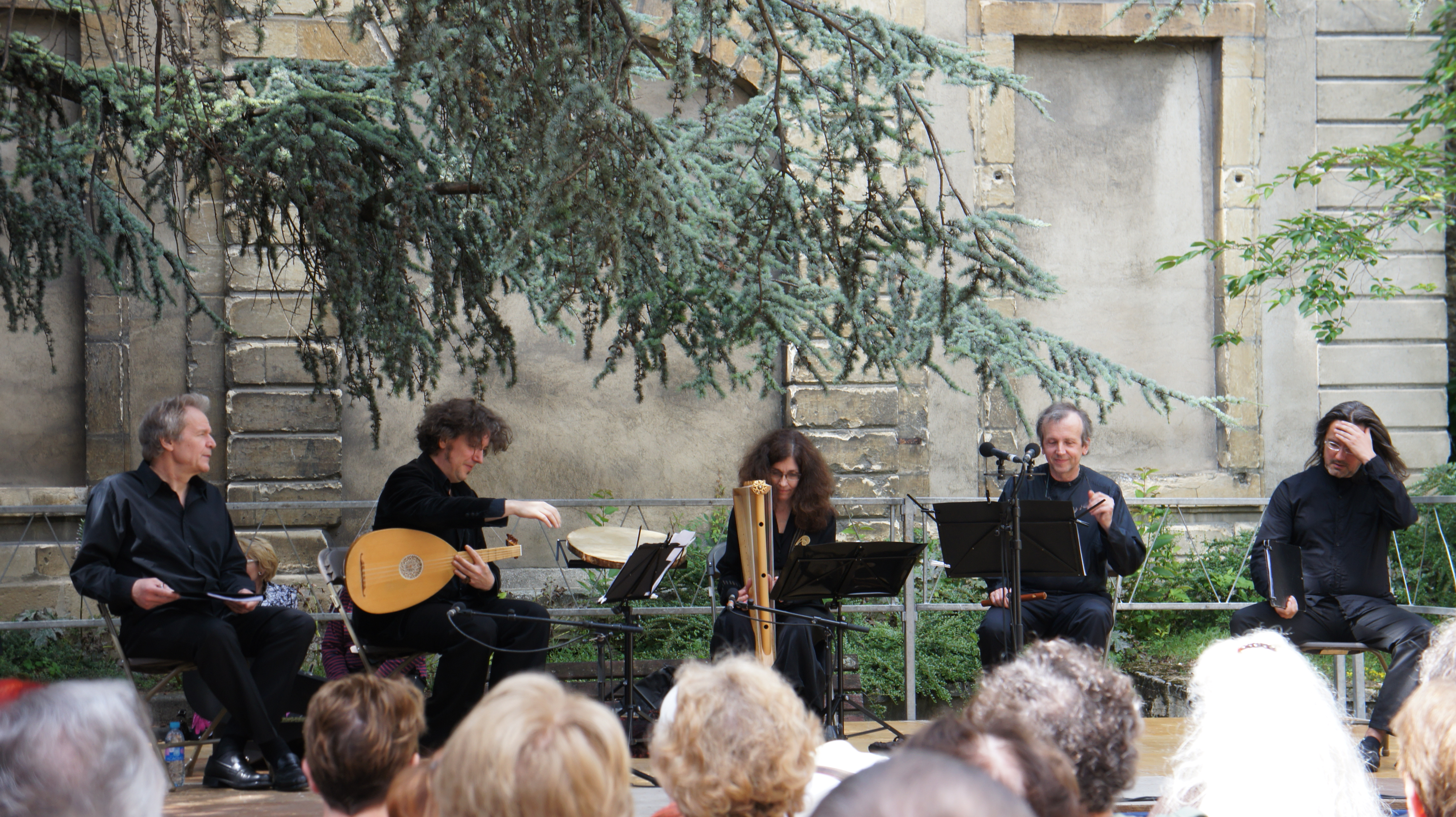
Alla Francesca на музыкальном фестивале «Flâneries musicales» (Реймс, 2013). В центре фото — Брижит Лен.

Alla francesca, также Alla Francesca (букв. «на французский манер») — ансамбль старинной музыки. Базируется в Париже. Специализируется в области светской и паралитургической музыки Средних веков. 

## Краткий обзор
Ансамбль Alla Francesca был создан на базе Центра средневековой музыки (фр. Centre de Musique Médiévale) при Парижском университете в 1989 году. Ядро ансамбля составили Брижит Лен (вокал, готическая арфа), Эммануэль Боннардо́ (вокал, виела, ребек) и Пьер Амо́н (флейты, волынка). В записях и гастрольных концертах Alla francesca также участвовали Жерар Лен, Карло Риццо (вокал, ударные), Катрин Жусслен (вокал), Марко Хорват, Рафаэль Буле и другие музыканты. Единый руководитель ансамбля не выделялся. С 2002 г. (впервые на CD «Sur la terre comme au ciel») ансамблем руководят Б.Лен и П.Амон, а Э.Боннардо в деятельности ансамбля не участвует. Ансамбль гастролировал в разных странах мира, в том числе в России в 2005 г. (Санкт-Петербург, Нижний Новгород, Москва). 
Участники ансамбля также занимаются преподаванием. Б.Лен преподаёт вокал в парижском Центре средневековой музыки, П.Амон — профессор по классу флейты Лионской консерватории.
В центре репертуара Alla Francesca — светская и паралитургическая музыка западноевропейского средневековья (XII—XIV вв.) и раннего Возрождения (XV, редко XVI вв.) — песни трубадуров и труверов, галисийско-португальские кантиги, итальянские лауды, французские лэ, инструментальные эстампиды и сальтареллы. В программы 1990-х годов (например, в тематической программе диска «Совершенная красота. Осень средневековья» 1996 г., одного из самых ярких и мастерски подготовленных в истории ансамбля) также входили технически сложные многоголосные пьесы (политекстовые мотеты, баллады, рондо и другие твёрдые формы); с уходом Боннардо в вокале превалирует незамысловатое одноголосие. Все оригинальные композиции подвергаются инструментальной аранжировке членов ансамбля (в том числе и особенно светские вокальные), а в некоторых случаях участники ансамбля сочиняют и записывают (например, треки 1 и 4 на диске Tristan et Yseut) собственную инструментальную музыку, стилизованную «под средневековье».

## Дискография
- Landini and Italian Ars nova. Зап. 1991, релиз 1992 (Opus 111)
- Johannes Ciconia: motets, virelais, ballate (с инструментальным трио Alta). Зап. 1993, рел. 1994 (Opus 111)
- Llibre vermell de Montserrat (с детским хором Нотр-Дам-де-Пари). Зап. 1994, рел. 1995 (Opus 111)
- Gautier de Coincy: Les miracles de Nostre Dame. Зап. 1994, рел. 1996 (Opus 111)
- Richard coeur de Lion, troubadours et trouvères. Зап. 1996, рел. 1997 (Opus 111)
- Beauté parfaite: l’automne du Moyen Âge, XIVe siècle et XVe siècle. Зап. 1996, рел. 1998 (Opus 111)
- Armes amours: chansons des XIVe et XVe siècle (с трио Alta). Зап. 1997, рел. 1998 (Opus 111)
- D’amour loial servant: chansons des XIVe siècle et XVe siècle. Зап. и рел. 1999 (Virgin Classics)
- Cantigas de Santa Maria: chants à la Vierge, Espagne, XIIIe siècle. Зап. 1999, рел. 2000 (Opus 111)
- Le Roman de la Rose: chansons françaises du XIIIe siècle au XVe siècle. Зап. и рел. 2001 (Opus 111)
- Sur la terre comme au ciel. Un jardin au Moyen-Âge (с женским вокальным ансамблем «Discantus»). Зап. и рел. 2002 (Jade)
- Istanpitta. Musiques de fête à la cour des Visconti en Italie à la fin du XIVe siècle. Зап. и рел. 2003 (Opus 111)
- Tristan et Yseut. Зап. 2004, рел. 2005 (Zig-Zag Territoires)
- Mediterranea: Laudes, Estampies, Tarentelles, Chansons de Troubadours, Mélodies Séfarades. Зап. 2007 и 2008, рел. 2009 (Zig-Zag Territoires)
- Thibaut de Champagne: Le Chansonnier du Roi (chansons du XIIIe siècle). Зап. 2011, рел. 2012 (Aeon)
- Variations amoureuses. French love songs from the 13th century. Зап. 2017, рел. 2020 (Paraty)